# Comostola demeritaria
Comostola demeritaria är en fjärilsart som beskrevs av Louis Beethoven Prout. Comostola demeritaria ingår i släktet Comostola och familjen mätare. Inga underarter finns listade i Catalogue of Life.